# Rasy
Rasy [pronunciación en polaco: /ˈrasɨ/] es un pueblo ubicado en el distrito administrativo de Gmina Drużbice, dentro del condado de Bełchatów, voivodato de Łódź, en el centro de Polonia.  Se encuentra aproximadamente a 6 kilómetros al sur de Drużbice, a 6 kilómetros al norte de Bełchatów, y a 42 kilómetros al sur de la capital regional, Łódź.